# Черемшанский сельсовет (Красноярский край)
Черемшанский сельсовет - сельское поселение в Курагинском районе Красноярского края.
Административный центр - село Черемшанка.

## Население
| 2010 | 2012  | 2013  | 2014  | 2015  | 2016  | 2017  |
| ---- | ----- | ----- | ----- | ----- | ----- | ----- |
| 2572 | ↗2825 | ↗3065 | ↗3200 | ↗3232 | ↗3286 | ↗3312 |

## Состав сельского поселения
В состав сельского поселения входят 7 населённых пунктов:
| № | Населённый пункт | Тип населённого пункта       | Население |
| - | ---------------- | ---------------------------- | --------- |
| 1 | Гуляевка         | деревня                      | 287       |
| 2 | Жаровск          | посёлок                      | 378       |
| 3 | Казыр            | посёлок                      | 26        |
| 4 | Петропавловка    | деревня                      | 790       |
| 5 | Тагасук          | посёлок                      | 0         |
| 6 | Тиберкуль        | посёлок                      | 14        |
| 7 | Черемшанка       | село, административный центр | 1077      |

## Местное самоуправление
Черемшанский сельский Совет депутатов
Дата избрания: 13.09.2015. Срок полномочий: 5 лет. Количество депутатов:  10
Глава муниципального образования
- Колесник Олег Владимирович. Дата избрания: 14.10.2012. Срок полномочий: 5 лет